# Meghnagar
Meghnagar là một thị trấn thống kê (census town) của quận Jhabua thuộc bang Madhya Pradesh, Ấn Độ.

## Nhân khẩu
Theo điều tra dân số năm 2001 của Ấn Độ, Meghnagar có dân số 10.316 người. Phái nam chiếm 52% tổng số dân và phái nữ chiếm 48%. Meghnagar có tỷ lệ 62% biết đọc biết viết, cao hơn tỷ lệ trung bình toàn quốc là 59,5%: tỷ lệ cho phái nam là 69%, và tỷ lệ cho phái nữ là 54%. Tại Meghnagar, 18% dân số nhỏ hơn 2 tuổi.